# Holmeja
Holmeja is een plaats in de gemeente Svedala in Skåne de zuidelijkste provincie van Zweden. De plaats heeft 232 inwoners (2005) en een oppervlakte van 25 hectare.
In 1975 werden er twee fragmenten van een schedel gevonden uit ca. 5000-2000 voor Christus. De schedelfragmenten werden geanalyseerd door de Universiteit van Lund en later tentoongesteld in Torup.

## Verkeer en vervoer
Bij de plaats loopt de Länsväg 108.